# Evergreen (Album)
Evergreen ist ein Album von Patrick Shiroishi. Die im September 2022 im Studio Orange Door in Los Angeles entstandenen Aufnahmen erschienen als Download am 1. November 2022 auf dem britischen Label Touch.

## Hintergrund

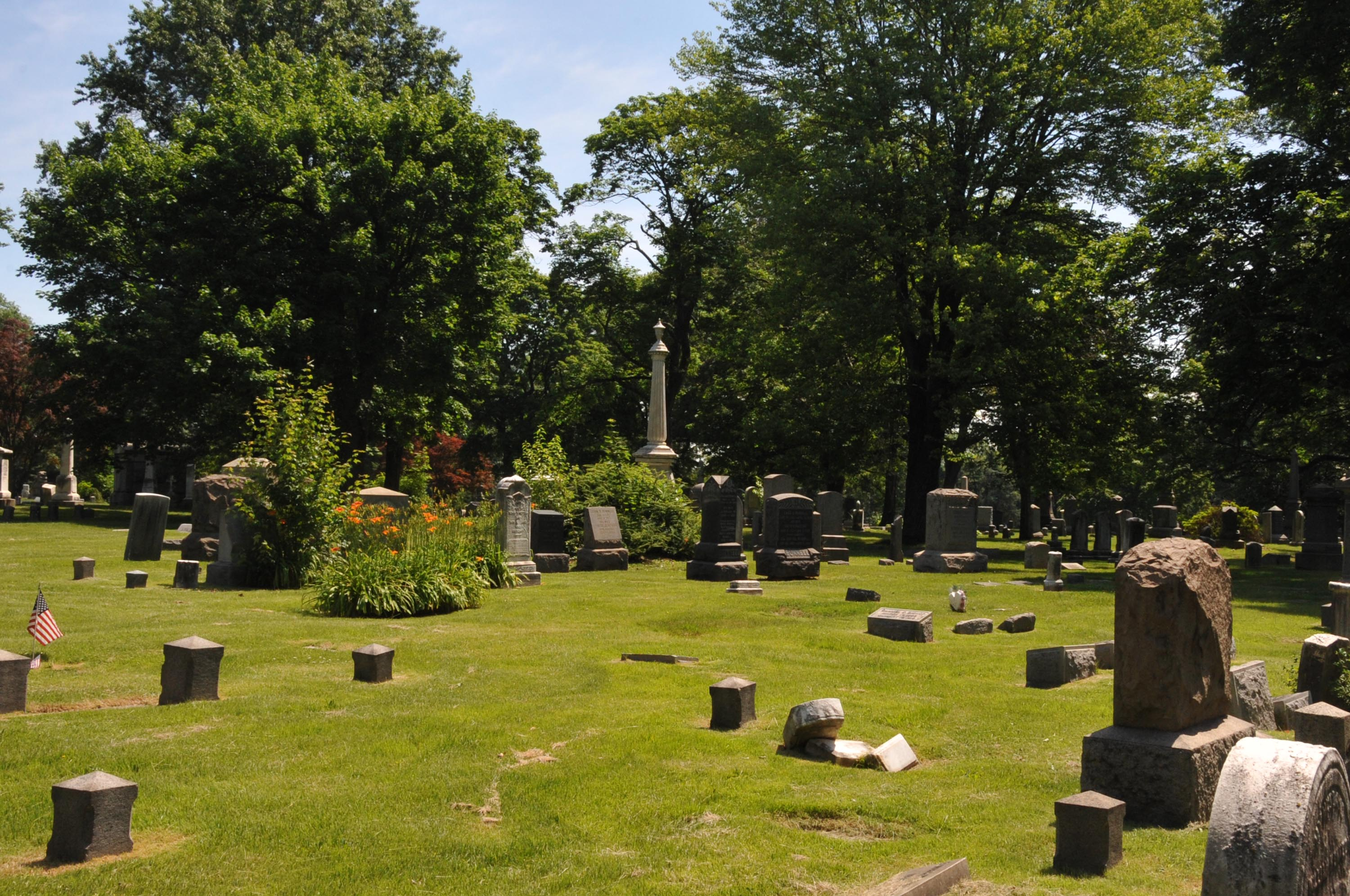
Der Evergreen Cemetery in Boyle Heights, Los Angeles

Im Jahr 2020 veröffentlichte Patrick Shiroishi Descension, eine rohe musikalische Interpretation der Erfahrungen seiner Großeltern in den Internierungslagern japanisch-amerikanischer Bürger in den USA während des Zweiten Weltkriegs, notierte Chris Ingalls. 2021 veröffentlichte er Hidemi, ein eindringliches, kathartisches Werk, das von der Nachkriegszeit seines Großvaters nach seiner Entlassung aus dem Lager inspiriert ist. Mit Evergreen lässt sich Shiroishi nun weiterhin von Familienerlebnissen inspirieren.
Evergreen ist das Ergebnis von Shiroishis Besuchen auf dem Evergreen Cemetery in Los Angeles im Jahr 2021, wo mehrere Generationen seiner Familie begraben sind und den Shiroishi als Kind oft besuchte. Mit einem tragbaren Audiorecorder erstellte er dort akustische Chroniken seiner Erfahrungen, während er über die dunkle Geschichte seiner Familie durch ihre gewalttätige, intolerante Wahlheimat USA nachdachte. Für das Album Evergreen kombinierte er diese Field Recordings, Naturgeräusche, Donner, einen sanften Sommerregen, die er 2021 auf dem Evergreen Cemetery in Los Angeles aufgenommen hatte, im Studio mit Klängen von Synthesizern, Klarinette, Saxophon und seiner Stimme, ergänzt durch einige Rundfunkübertragungen und die Erzählstimme von Yukio Kawaratani, die an frühere Generationen japanischer Einwanderer während des Zweiten Weltkriegs erinnert.

## Titelliste
- Patrick Shiroishi: Evergreen (Touch Tone 81D)[3]

1. A Place Where Sunflowers Grow 11:10
2. There Is No Moment in Which They Are Not with Me 9:32
3. A Trickle Led to a Quiet Pool, Where Still Black Water Reflected the Night Sky 9:06
4. Here Comes a Candle to Light You to Bed 12:18

Die Kompositionen stammen von Patrick Shiroishi.

## Rezeption
Dieses Mal sei die musikalische Verarbeitung von familiären Erfahrungen eher meditativer Natur, schrieb Chris Ingalls bei Pop Matters. Evergreen sei sauber unterteilt und kategorisiert, da die erste Hälfte des Albums Aufnahmen von Tagesbesuchen enthalte und die zweite Hälfte aus nächtlichen Ausflügen auf dem Friedhof bestehe. Es erinnere mehr als ein bisschen an „Across Water“, Shiroishis prächtige Ambient-Kollaboration mit Jessica Ackerley, erschienen Anfang des Jahres 2022. Die Kombination gedämpfter musikalischer Klanglandschaften mit Feldaufnahmen sei – ob beabsichtigt oder zufällig – zu Shiroishis Handwerkszeug im Jahr 2022 geworden, und die Inspiration, die er vom Evergreen Cemetery erhalten hat, habe sich spektakulär ausgezahlt. Man könnte Evergreen – wenn man es in den vorgesehenen Kontext einbettet – fast zu aufdringlich wirken, als sei der Zuhörer in eine Erfahrung eingeweiht, die für den Künstler zu persönlich sei. Das sei eine von Shiroishis vielen Gaben, die er uns auf früheren Alben gegeben habe und die er uns hier sicherlich schenke: „sich auf Katharsis und Offenbarung einzulassen und uns voller Staunen neben ihm sitzen zu lassen“.
Diese leisen Klänge würden einen Erinnerungsauslöser darstellen, eine elementare Grundlage, um darauf eine reichhaltige Klangwelt voller Details aufzubauen, schrieb Mike Borella (Avant Music News). Eine wunderschön gerenderte Biosphäre aus Drones und Melodien werde lebendig, wenn sich verschiedene Synthesizer und Holzblasinstrumente massenhaft versammeln, um diese Erinnerungen vollständig zu konkretisieren. Evergreen sei von roher Ehrlichkeit durchdrungen, während diese [klanglichen] Bauwerke errichtet werden … vielleicht werden sogar Schreine der Erinnerung errichtet.